# Arboretos de Vallombrosa
El Arboretos de Vallombrosa en italiano : Arboreti di Vallombrosa son 7 arboretos con una extensión de unas 12 hectáreas) que se encuentran en el interior del bosque « Demaniale Vallombrosa » cerca del histórico Monasterio de Vallombrosa fundado en 1036 por San Juan Gualberto de Visdomini, santo patrón de los trabajadores forestales de Italia. Los arboretos están administrados por el « Istituto Sperimentale per la Selvicoltura ».

## Localización
Los arboretos se encuentran ubicados en Vallombrosa, Reggello, Provincia de Florencia, Toscana, Italia.
Se pueden visitar diariamente, previa solicitud al Istituto Sperimentale per la Selvicoltura. 

## Historia
Los arboretos datan de 1869, aunque situados en otra localización, o de 1884 en la localización actual, cuando 230 plantas fueron transferidas en un movimiento de las jefaturas del « Regio Istituto Superiore Forestale » dentro del bosque de Vallombrosa. Nuevas secciones fueron agregadas entre 1885 y 1886, y en 1891 se creó un jardín botánico; desafortunadamente fue abandonado en 1914 y actualmente solo queda una tina de recuerdo. 
En 1894 otras secciones fueron agregadas en el « Masso del Diablo » para proporcionar un ambiente conveniente para las especies mediterráneas. El bombardeo severo durante Segunda Guerra Mundial dañó gravemente los arboreta, pero desde entonces se han recuperado.

## Colecciones
Los arboreta contienen actualmente más de 5.000 especímenes que pertenecen a más de 1200 especies de árboles y de arbustos, representando a 137 géneros, y pasa por ser la colección más importante de Italia de plantas cultivadas para fines científicos y experimentales. Abarcan siete arboretos distintos organizados en 50 secciones. Los arboretos son como sigue:
- Arboreto "di Bérenger" (1869, área de 1.32 hectáreas)
- Arboreto "Siemoni" (1880, área de 0.34 hectáreas)
- Arboreto "Tozzi" (1886, área de 3.00 hectáreas)
- Arboreto "Gellini" (1894, 3 hectáreas), en el Masso del Diablo
- Arboreto "Perona" (1914, área de 0.97 hectáreas)
- Arboreto "Pavari" (1923-1958, área de 2.10 hectáreas)
- Arboreto "Allegri" (1976, 1 hectáreas)